# Comero
Comero è una frazione del comune bresciano di Casto posta a monte del centro abitato.

## Storia
La località è un piccolo villaggio agricolo della Valsabbia di antica origine, costituitosi in comune da metà Seicento separandosi dalle autorità montane.
Comero divenne frazione di Posico su ordine di Napoleone, ma gli austriaci annullarono la decisione al loro arrivo nel 1815 con il Regno Lombardo-Veneto.
Dopo l'unità d'Italia il paese non ebbe alcun significativo sviluppo demografico. Fu il fascismo nel 1928 a decidere la soppressione del comune unendolo a Casto.

## Società
Abitanti censiti